# 戈允禮
戈允禮，號敬興，雲南保山人，明朝政治人物。同进士出身。
天啓二年（1622年）壬戌科進士。授湖廣麻城縣知縣，擢戶科給事中，彈劾不畏權貴。崇禎十三年（1640年）官順天府府尹。官至工部侍郎。著有《知儒管見》。